# 俞琛
俞琛（1445年—1525年），一說俞深，字濬之，號東溪，浙江新昌縣人，明朝政治人物，成化乙未进士。俞鐸之子。

## 生平
成化十年（1474年）甲午科舉人，十一年（1475年）联捷乙未科進士，授休宁知县，擢任江西道監察御史，巡按南直隶凤阳等处。弘治六年（1493年）八月陞四川按察司副使。历官雲南右 參政、广西右布政使。正德三年（1508年）六月升雲南左布政使，五年七月升南京太仆寺卿，六年十二月升南京工部右侍郎。